# Clasine Neuman
Clasina Carolina Frederica (Clasine) Neuman (Amsterdam, 10 de febrer de 1851 - La Haia, 2 de novembre de 1908) va ser una pintora i dibuixant holandesa.

## Biografia
Neuman va néixer a Bloemgracht com a filla del pintor Johan Heinrich Neuman i Aletta Catharina Petronella Elisabeth Theunisz. Va aprendre els fonaments bàsics de l'ofici del seu pare i es va educar a la Rijksnormaalschool voor Teekenonderwijzers (Escola Normal d' Estat per als professors de signes) d'Amsterdam. Va pintar i dibuixar natures mortes, escenes de gènere i retrats, inclòs un del seu pare.
Neuman va viure i treballar a Amsterdam fins que es va traslladar a La Haia el 1891. Va ser membre d'Arti et Amicitiae a la Genootschap Kunstliefde. En tres ocasions no va passar la votació de Pulchri Studio i el seu pare va escriure una carta enutjada al consell a principis de 1895, suggerint que els homes podrien tenir por de la competència femenina. No va servir de res.
Va exposar en diverses ocasions al Levende Meesters i a la Nationale Tentoonstelling van Vrouwenarbeid 1898 (Exposició Nacional del Treball de Dones del 1898). El 1901 va obtenir el segon lloc en una exposició d'art a París. Igualment, va exposar com a mínim dues vegades a Barcelona, a la IV Exposició de Belles Arts i Indústries Artístiques del 1898, on va participar amb l'oli Camperola holandesa, i a l'Exposició d'art del 1918, totes dues presentades al Palau de Belles Arts.
La pintora va morir el 1908, als 57 anys. Un any després, l'obra que li quedava al seu estudi va ser subhastada a la Haagse Kunstkring.
La seva obra està inclosa en les col·leccions del Stedelijk Museum d'Amsterdam, del Universiteitsmuseum d'Utrecht, del Gemeentemuseum Den Haag i del Museu Frans Hals.

## Pintures (selecció)

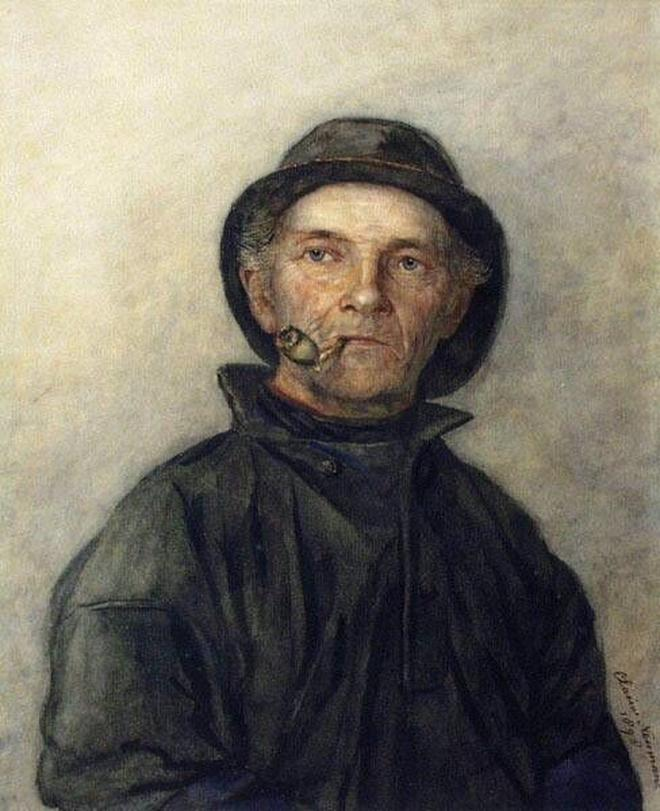
Rokende visser (Pescador fumant)
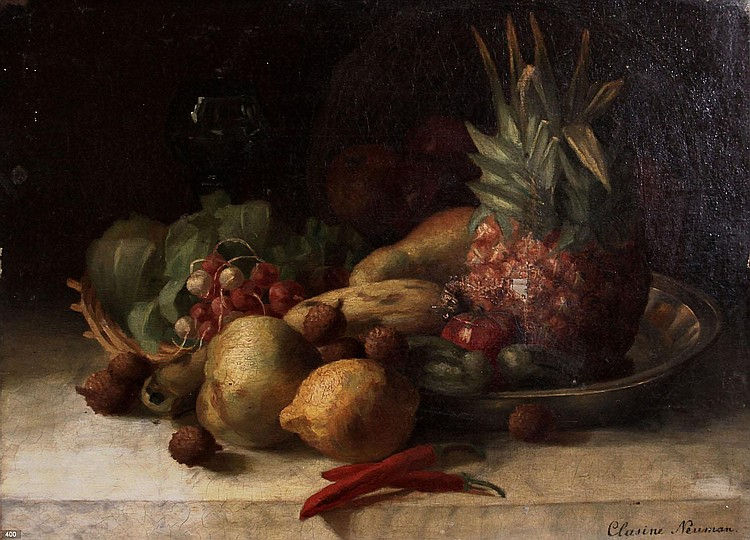
Stilleven van exotische vruchten (Natura morta de fruites exòtiques)
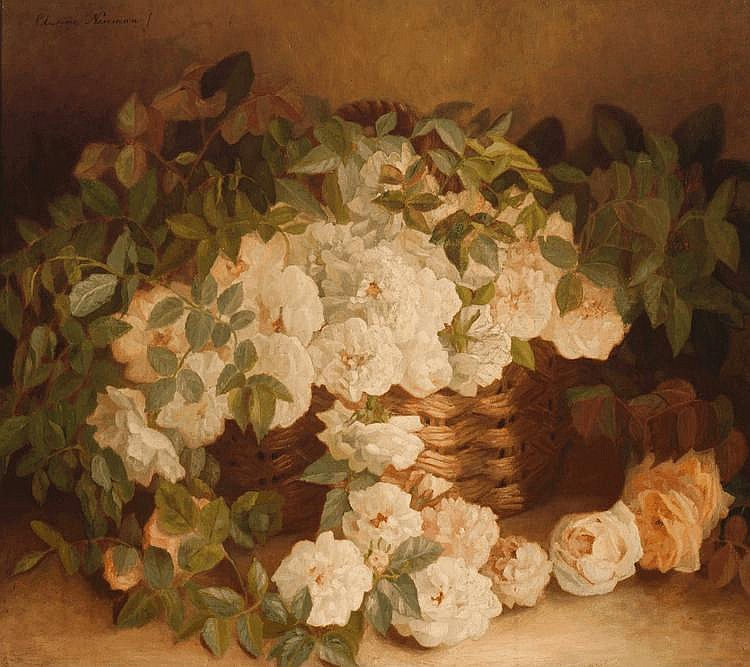
Wilde rozen in een gevlochten mand (Roses salvatges en un cistell trenat)
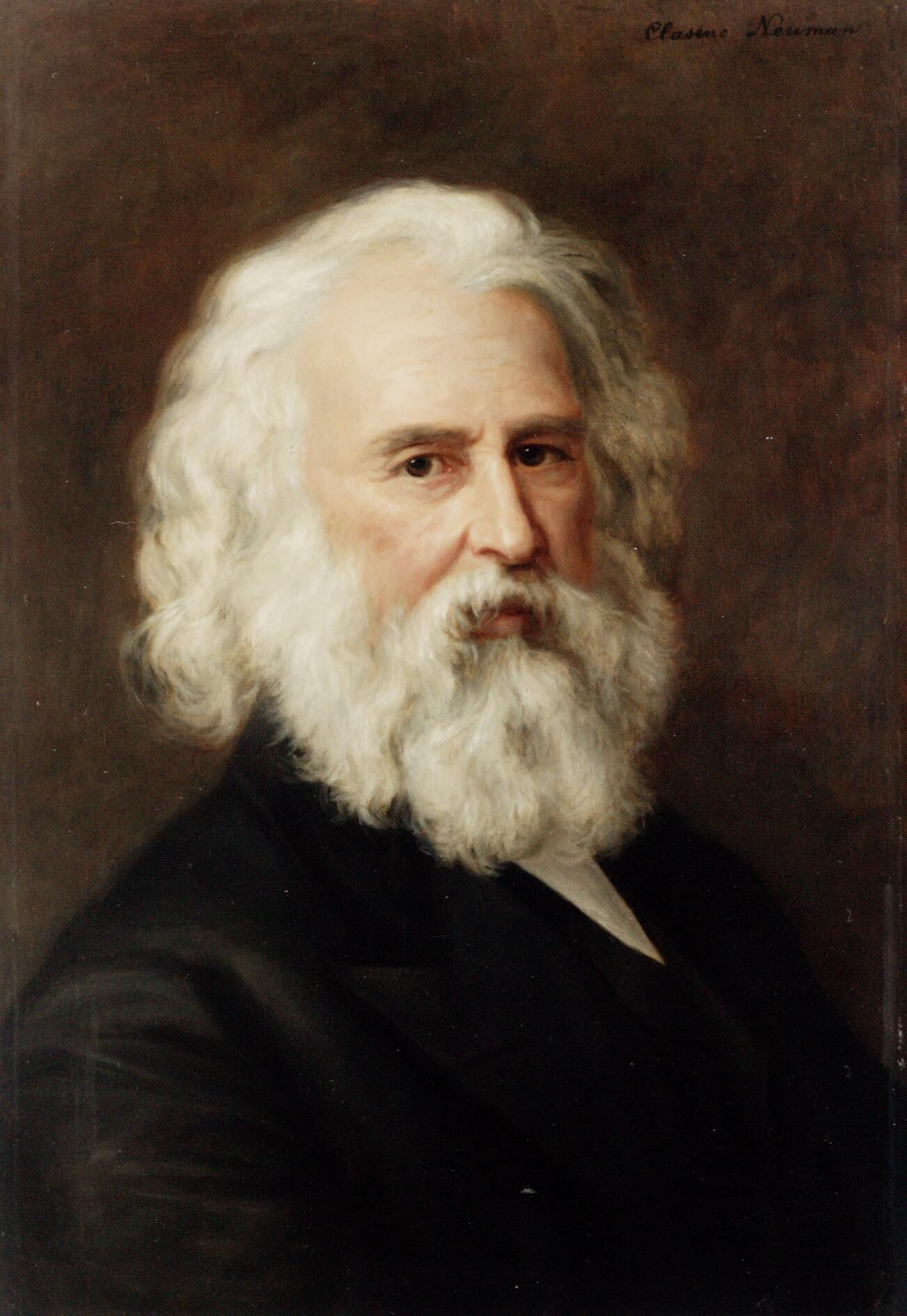
Portret van een man (Retrat d'un home)
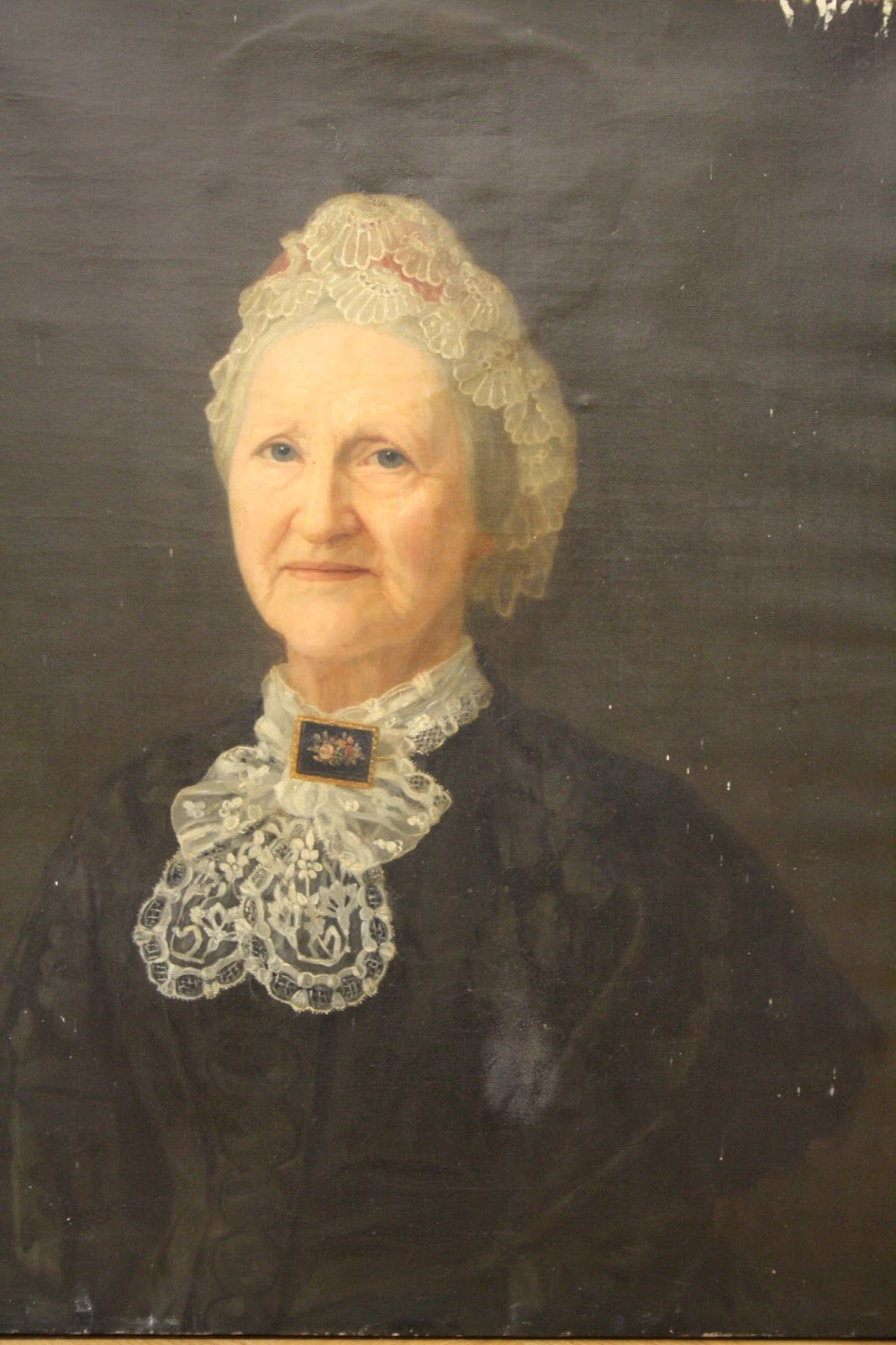
Onbekende vrouw (Dona desconeguda)
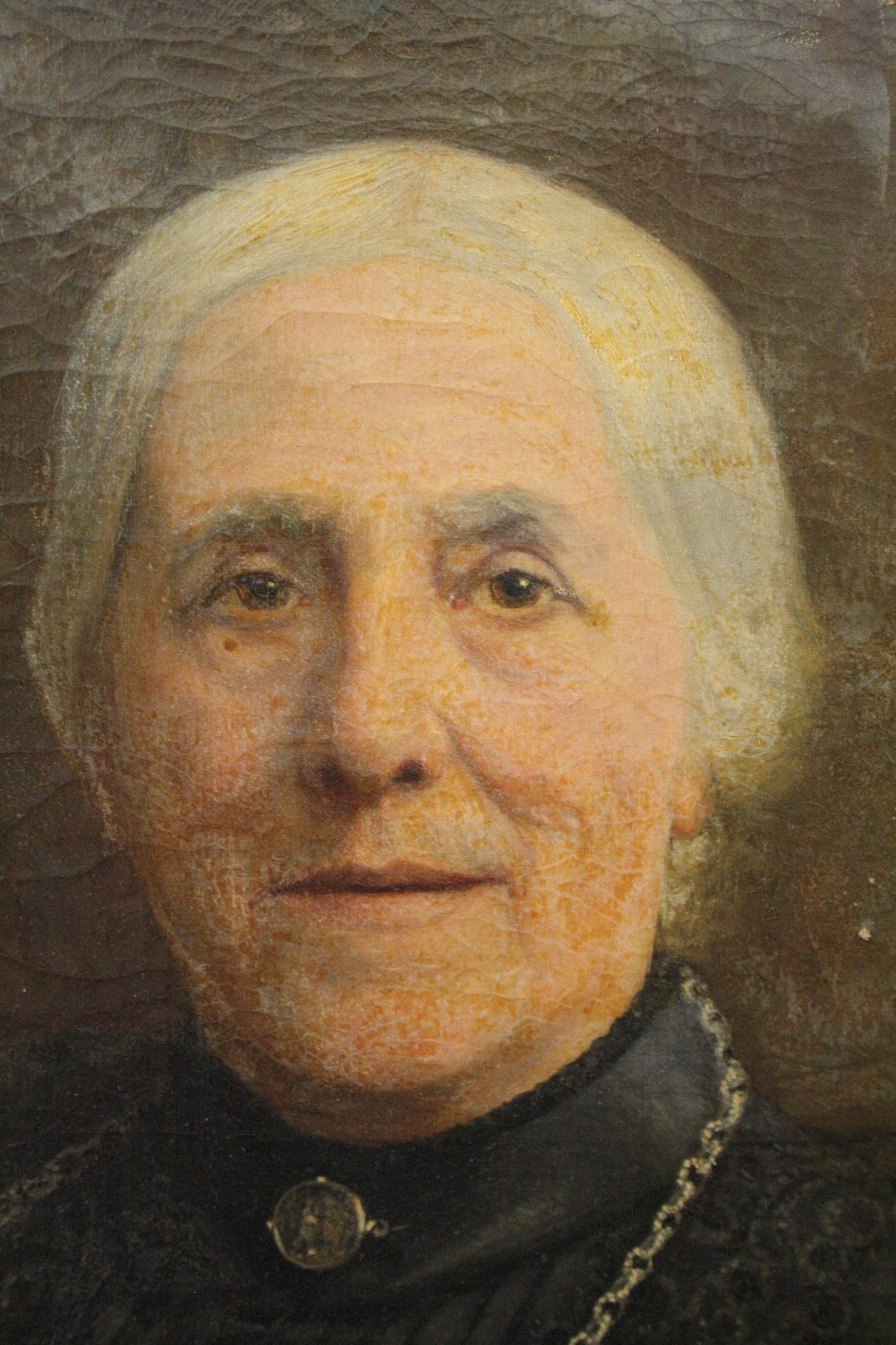
Onbekende vrouw (Dona desconeguda)